# Griffin Yow
Griffin McDorman Yow (Clifton, 25 settembre 2002) è un calciatore statunitense, centrocampista del Westerlo.

## Carriera

### Club
Cresciuto nel settore giovanile del D.C. United, ha esordito in prima squadra il 21 aprile 2019 disputando l'incontro di MLS perso 0-2 contro il New York City.
Il 4 luglio 2022 viene ingaggiato dai belgi del Westerlo.

### Nazionale
Ha giocato nella nazionale statunitense Under-17.

## Statistiche

### Presenze e reti nei club
Statistiche aggiornate al 4 luglio 2022.
| Stagione              | Squadra               | Campionato            | Campionato | Campionato | Coppe nazionali | Coppe nazionali | Coppe nazionali | Coppe continentali | Coppe continentali | Coppe continentali | Altre coppe | Altre coppe | Altre coppe | Totale | Totale |
| Stagione              | Squadra               | Comp                  | Pres       | Reti       | Comp            | Pres            | Reti            | Comp               | Pres               | Reti               | Comp        | Pres        | Reti        | Pres   | Reti   |
| --------------------- | --------------------- | --------------------- | ---------- | ---------- | --------------- | --------------- | --------------- | ------------------ | ------------------ | ------------------ | ----------- | ----------- | ----------- | ------ | ------ |
| 2019                  | Loudoun Utd           | USLC                  | 15         | 3          |                 | -               | -               |                    | -                  | -                  |             | -           | -           | 15     | 3      |
| 2021                  | Loudoun Utd           | USLC                  | 1          | 0          |                 | -               | -               |                    | -                  | -                  |             | -           | -           | 1      | 0      |
| 2022                  | Loudoun Utd           | USLC                  | 2          | 0          |                 | -               | -               |                    | -                  | -                  |             | -           | -           | 2      | 0      |
| Totale Loudoun United | Totale Loudoun United | Totale Loudoun United | 18         | 3          |                 | -               | -               |                    | -                  | -                  |             | -           | -           | 18     | 3      |
| 2019                  | D.C. United           | MLS                   | 2          | 0          | USOC            | 2               | 0               |                    | -                  | -                  |             | -           | -           | 4      | 0      |
| 2020                  | D.C. United           | MLS                   | 11         | 2          |                 | -               | -               |                    | -                  | -                  | MiBT        | 1           | 0           | 12     | 2      |
| 2021                  | D.C. United           | MLS                   | 11         | 1          |                 | -               | -               |                    | -                  | -                  |             | -           | -           | 11     | 1      |
| gen.-lug. 2022        | D.C. United           | MLS                   | 7          | 0          | USOC            | 2               | 0               |                    | -                  | -                  |             | -           | -           | 9      | 0      |
| Totale D.C. United    | Totale D.C. United    | Totale D.C. United    | 31         | 3          |                 | 4               | 0               |                    | -                  | -                  |             | 1           | 0           | 36     | 3      |
| 2022-2023             | Westerlo              | D1                    | 0          | 0          | CB              | 0               | 0               |                    | -                  | -                  |             | -           | -           | 0      | 0      |
| Totale carriera       | Totale carriera       | Totale carriera       | 49         | 6          |                 | 4               | 0               |                    | -                  | -                  |             | 1           | 0           | 54     | 6      |